# Linda Olsson
Linda Olsson (ur. 1948 w Sztokholmie) – szwedzka pisarka tworząca w języku szwedzkim i w języku angielskim.

## Życiorys
Urodziła się w stolicy Szwecji. Ukończyła studia prawnicze na Uniwersytecie Sztokholmskim. Pracowała jako prawnik i w bankowości, a w 1986 opuściła Szwecję.
Zadebiutowała jako pisarka w 2003 powieścią Let Me Sing You Gentle Songs, wydaną ponownie pod tytułem Astrid and Veronika, która stała się międzynarodowym bestsellerem, przetłumaczonym na piętnaście języków. W Polsce została wydana w 2008 pod tytułem Niech wieje dobry wiatr. Swoją drugą powieść opublikowała pod tytułem Sonata for Miriam (tytuł polski Sonata dla Miriam). Książka była bestsellerem w Skandynawii, a jej refleksyjna i melancholijna fabuła dotyczy poszukiwania przez głównego bohatera swych rodzinnych korzeni w Polsce. Linda Olsson wydała dotychczas łącznie kilka powieści.
Pisarka mieszkała w Kenii, Singapurze, Wielkiej Brytanii i Japonii. Obecnie mieszka i tworzy w Nowej Zelandii.

## Książki przełożone na język polski[5]
- 2008: Niech wieje dobry wiatr
- 2010: Sonata dla Miriam